# Ernst Wilhelm Leberecht Tempel
Ernst Wilhelm Leberecht Tempel, född 4 december 1821 i Niedercunnersdorf, Oberlausitz, död 16 mars 1889 i Florens, var en tysk astronom.
Tempel var på 1860-talet som litograf bosatt i Marseille, där han 1861–1863 även var assistent på observatoriet. Vid krigsutbrottet 1870 utvisades han från Frankrike i egenskap av tysk och begav sig till Italien, blev 1871 assistent vid Brera-observatoriet i Milano och 1875 adjunktastronom vid observatoriet i Arcetri vid Florens. Han var en flitig och framgångsrik observatör. Redan på 1850-talet upptäckte han som amatörastronom en ny komet och Meropenebulosan i Plejaderna. Under sina observatorietjänster fortsatte han dessa forskningar, och 1856–1877 upptäckte han sammanlagt 20 kometer, fem asteroider och ett stort antal nya nebulosor.
Han har fått ge namn åt kometerna Tempel-Tuttles komet, Tempel-Swift-LINEARs komet och Tempel 1.

## Utmärkelser
Tempel tilldelades Lalandepriset 1861 och Valzpriset 1880.
Nedslagskratern Tempel på månen och asteroiden 3808 Tempel är uppkallade efter honom.

## En dokumentär
År 1966 gjorde den tyske filmaren Peter Schamoni en dokumentär tillsammans med surrealisten Max Ernst om astronomen Ernst Wilhelm Leberecht Tempel. Den heter Maximiliana - Die widerrechtliche Ausübung der Astronomie ("Maximiliana - Det lagstridiga utövandet av astronomi"). 